# Masaje del tejido conjuntivo
El masaje del tejido conjuntivo (conocido por las siglas "MTC") es una técnica especial de masoterapia que se engloba dentro de los estudios del segundo ciclo de masaje y en los de fisioterapia y consiste en una serie de maniobras manuales basadas en el estudio de la anatomía y fisiología del tejido conjuntivo o facial del cuerpo humano para recuperar su función normal.
Desde un punto de vista terapéutico, el MTC se utiliza para el tratamiento de la fascia y adherencias en dicho tejido, así como para buscar respuestas vegetativas, actuando sobre los dermatomas del sistema nervioso autónomo.
Se utiliza en patología traumática, reumática, neurológica y afecciones psicosomáticas principalmente. Si es con fines sanitarios o terapéuticos, debe ser realizado bajo prescripción médica para garantizar la eficacia del tratamiento.
- Datos: Q6005257